# 中村秋香
中村 秋香（なかむら あきか、1841年11月12日（天保12年9月29日） - 1910年（明治43年）1月29日）は、日本の国文学者、詩人、歌人。
唱歌の作詞を多く行い、新体詩人としても活躍した。祖父は漢詩人の山梨稲川、長男は教育者で成蹊学園を創立した中村春二。

## 来歴
静岡藩藩士中村録翁の長男として生まれる。1860年（万延元年）、松木直秀の私塾に入り歌学を学ぶ。戸塚精斎に漢学を学ぶ。
1871年（明治4年）、愛知県に仕官。1873年(明治6年）より教部省、内務省、文部省に奉職。1888年（明治21年）より東京高等女学校、東京女子師範学校、第一高等中学校の教諭を歴任。1892年（明治25年）より1904年（明治37年）まで東京音楽学校の文学担当教員となり、講義の他に唱歌の作詞を多く行う。
1897年（明治30年）、宮内庁御歌所寄人となる。1902年（明治35年）、唱歌選定委員嘱託。1910年（明治43年）、死去。享年70歳。墓所は染井霊園。

森鷗外の妹小金井喜美子は女学校時代に中村の授業を受け、「痩せた小柄の更けて見える方」「黒板に書かれる字がひょろひょろとして、とても読みにくい」「先生には学校が終ってからも長くお附合いしましたが、お手紙も短歌も見事なものでした」と述べている。

## 主な作品

### 著作
- 新体詩歌集（共著、大日本図書、1895年）
- 新体詩歌自在（博文館、1898年）
- 皇国文法（大日本図書、1898年）
- 中学音訓かなつかひ（文栄堂、1898年）
- 吉野拾遺詳解（博文館、1899年）
- 落窪物語大成（大日本図書、1901年）
- 秋香集（五車楼、1907年）
- 不尽之屋遺稿（中村春二編、1911年）

### 唱歌
- 雪（組歌『四季』第3曲）（瀧廉太郎作曲）[11]
- 散歩（瀧廉太郎作曲）[12]
- 無常（ジルヒャー作曲、瀧廉太郎編曲）[13]
- 尽せや（ドイツ民謡、瀧廉太郎編曲）[14]
- 祝日大祭唱歌（奥好義選曲、1891年）[15]
- 新年（山勢松韻作曲）[16]
- 十二ヶ月唱歌（鈴木米次郎、納所辨次郎、野村成仁作曲）[17]
- 菅公の歌（小山作之助作曲）[18]
- 漁業の歌（本元子（小山作之助）作曲）[19]
- 勅語奉答（小山作之助作曲）[20][21]
- 他郷の月（曲は「冬の星座」と同一）[22][23]
- 薔薇（曲は「庭の千草」と同一）[24]
- 恵の露（曲は「故郷の空」と同一）[25]